# Llanka
Llanka (w języku keczua „glina, ceramika, ziemia, minerał”) – ciemna masa podobna do cementu, złożona z gliny i piasku, która po wyschnięciu twardniała na kamień. Była używana jako spoina budowlana np. przez Inków w XV–XVI w.
W dialekcie cuzco języka keczua – llanka, w dialekcie quito – llanga.
Aleksander von Humboldt w dziele Travels to the Equinoctial Regions of America - A Personal Narrative of Travels During the Years 1799-1804 wspominał, że w chłodnych rejonach królestwa Quito tubylczy mieszkańcy Tigua zwykli jadać glinkę llanka bez szkodliwych konsekwencji, a także rozpuszczali ją w wodzie, tworząc mleczny napój znany agua (hiszp. woda) lub leche de llanka (hiszp./keczua mleko llanka).